# Vedettes de Paris
Vedettes de Paris est une entreprise française de prestations de tourisme fluvial, basée à Paris.

## Présentation

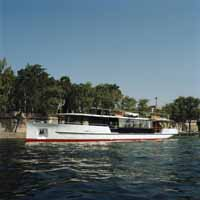
Vedette de la compagnie.

La compagnie a été créée en 1976. Son port d'attache est situé au pied de la tour Eiffel. 